# Паласолу
Паласолу (порт. Palaçoulo, мирандск. Palaçuolo)  —  район (фрегезия) в Португалии,  входит в округ Браганса. Является составной частью муниципалитета  Миранда-ду-Дору. По старому административному делению входил в провинцию Траз-уж-Монтиш и Алту-Дору. Входит в экономико-статистический  субрегион Алту-Траз-уш-Монтеш, который входит в Северный регион. Население составляет 678 человек на 2001 год. Занимает площадь 50,14 км².